# 수니영양
수니영양(Suni, Neotragus moschatus)는 소과 네소트라구스속에 속하는 아주 작은 영양이다. 아프리카 동남부의 빽빽한 덤불숲 아래에서 발견된다. 어깨높이는 약 30–43 cm, 몸무게는 4.5–5.4 kg 정도이다.